# Делькредере
Делькре́дере (нім. Delkredere — порука, поручительство, або італ. del credere — на віру, на довіру) — це вид поруки, що має місце в договорах комісії.
Делькредере являє собою вид забезпечення виконання зобов'язання — поруку торгового посередника (комісіонера) перед власником товару (комітентом) щодо виконання третьою особою комерційної операції (обов'язків) за угодою (договором).
За загальним правилом комісіонер не відповідає за виконання третьою особою угоди перед комітентом, якщо в договорі комісії комісіонер не бере на себе умову делькредере. У випадку укладання даної додаткової умови, посередник бере на себе майнову відповідальність проплати даної угоди навіть у разі відмови покупця від сплати чи виявлення його неплатоспроможності. Проте, комісіонер претендує на отримання окремої спеціальної винагороди, розмір якої затверджується за погодженням сторін.